# Malmö Folkbank
Malmö Folkbank grundades 1905 med huvudsäte i Malmö. 1908 hade banken, utöver huvudkontoret i Malmö, avdelningskontor på ytterligare fem orter i Skåne och Småland.
Under åren 1917 och 1918 uppgick banken i Industribanken. Denna bank fusionerades i sin tur år 1919 med Göteborgs handelsbank för att bilda Nordiska Handelsbanken. Nordiska handelsbanken rekonstruerades som den ombildade Göteborgs Handelsbank år 1925. I samband med detta överläts ett antal kontor till Sydsvenska banken. Dessa kontor låg i hög grad på orter där banken etablerat sig genom köpet av Malmö folkbank. Göteborgs handelsbank upphörde i sin tur år 1949 och delades huvudsakligen mellan Skandinaviska banken och Jordbrukarbanken, nuvarande SEB och Nordea.

## Kontor
Malmö folkbank hade kontor på bland annat följande orter:
- Svedala, öppnade den 15 september 1906.[7] Till Sydsvenska banken 1925.[4]
- Markaryd, öppnade 1906. Var efter år 1925 fortsatt en del av Göteborgs handelsbank, men togs 1935 över av Skånska banken.
- Löberöd, öppnade 1907. Till Sydsvenska banken 1925.[4][8]
- Teckomatorp, öppnade 1907.[9] Till Skandinaviska kreditaktiebolaget 1925.[10][11]
- Sösdala, öppnade den 8 juli 1907.[12] Till Sydsvenska banken 1925.[4]
- Tranås, köp av Tranås bankaktiebolag år 1910. Var efter år 1925 fortsatt en del av Göteborgs handelsbank och uppgick i Jordbrukarbanken år 1949.
- Ryd, öppnade 1910.[13] Till Sydsvenska banken 1925.[4]
- Klagstorp, öppnade 22 mars 1911.[14] Till Sydsvenska banken 1925.[4]
- Anderslöv, öppnade 1911.[15] Till Skandinaviska kreditaktiebolaget 1925.[11]
- Ängelholm, etablerat 1913.[16] Till Sydsvenska banken 1925.[4]
- Sölvesborg, öppnade 1 oktober 1913.[17] Till Sydsvenska banken 1925.[4]
- Tyringe, öppnade 15 januari 1914.[18] Till Sydsvenska banken 1925.[4]

Utöver dessa hade banken vid Industribankens övertagande kontor i Sommen, Broby, Veberöd, Lövestad, Linderås och Röstånga.